# 萨罗尼科斯湾

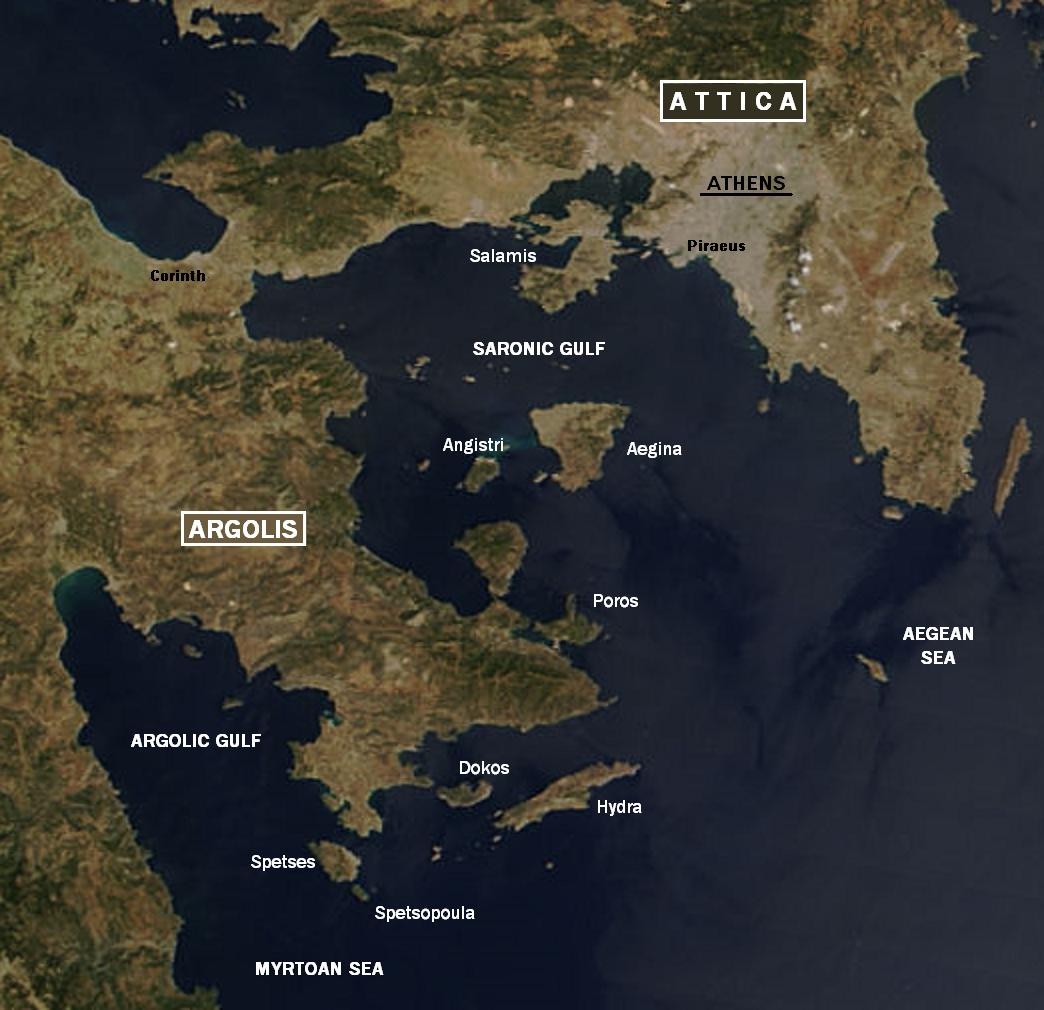
萨罗尼科斯湾位置（图中标示为“SARONIC GULF”）

萨罗尼科斯湾（希臘語：Σαρωνικός κόλπος）是希腊爱琴海的一个海湾，位于科林斯地峡东部。该海湾的名字来自于一位传说中的古希腊国王萨龙（Saron）。